# Onosma polioxanthum
Onosma polioxanthum är en strävbladig växtart som beskrevs av Karl Heinz Rechinger. Onosma polioxanthum ingår i släktet Onosma och familjen strävbladiga växter. Inga underarter finns listade i Catalogue of Life.